# 山口県道223号小野田港線
山口県道223号小野田港線（やまぐちけんどう223ごう おのだこうせん）は山陽小野田市港町と山陽小野田市新生1丁目を結ぶ一般県道である。

## 概要
山陽小野田市港町から山陽小野田市新生1丁目に至る。山陽小野田市中央2丁目・公園通り交差点 - 終点までは国道190号の旧道である。

### 路線データ
- 起点：山陽小野田市港町（山口県道354号妻崎開作小野田線上）
- 終点：山陽小野田市新生1丁目（新生町交差点、国道190号交点、山口県道30号小野田美東線起点）

## 歴史
- 1963年（昭和38年）5月31日 - 山口県告示第297号により認定される。
- 1972年（昭和47年） - 山口県の県道番号再編により現行の路線番号に変更される。
- 2005年（平成17年）3月22日 - 小野田市と厚狭郡山陽町が対等合併して山陽小野田市が発足したことに伴い起終点の地名表記が変更される。

## 路線状況

### 重複区間
- 山口県道354号妻崎開作小野田線（山陽小野田市港町（起点） - 山陽小野田市中央1丁目・公園通り交差点）

### 道路施設

#### 橋梁
- 小野田橋（有帆川、山陽小野田市小野田 - 山陽小野田市東高泊）

## 地理

### 通過する自治体
- 山口県
  - 山陽小野田市

### 交差する道路
| 交差する道路                                        | 交差する場所 | 交差する場所        |
| --------------------------------------------------- | ------------ | ------------------- |
| 山口県道354号妻崎開作小野田線 重複区間起点          | 港町         | 起点                |
| 山口県道354号妻崎開作小野田線 重複区間終点          | 中央1丁目    | 公園通り交差点      |
| 国道190号 / 小野田バイパス 山口県道30号小野田美東線 | 新生1丁目    | 新生町交差点 / 終点 |

### 交差する鉄道
- 小野田線

### 沿線
- 山口県立小野田工業高等学校
- 山陽小野田市役所 公園通出張所
- JR西日本小野田線
  - 南中川駅 - 目出駅
- 山陽小野田市立中央図書館
- 山陽小野田市民館・歴史民俗資料館
- 小野田市民病院
- 山陽小野田市役所
- 徳利窯